# بارت فرويندليك
بارت فرويندليك (بالإنجليزية: Bart Freundlich)‏ (مواليد 17 يناير 1970 –) هو مخرج أفلام، وكاتب سيناريو، ومنتج أفلام، وكاتب أمريكي. ولد في مانهاتن.

## التعليم
تعلم في مدرسة تيش العليا للفنون.

## وصلات خارجية
- بارت فرويندليك على موقع IMDb (الإنجليزية)
- بارت فرويندليك على موقع ألو سيني (الفرنسية)
- بارت فرويندليك على موقع أول موفي (الإنجليزية)
- بارت فرويندليك على موقع قاعدة بيانات الأفلام السويدية (السويدية)
- بارت فرويندليك على موقع إن إن دي بي (الإنجليزية)
- بارت فرويندليك على موقع قاعدة بيانات الفيلم (الإنجليزية)
- بارت فرويندليك على موقع كينوبويسك (الروسية)